# روبرت روذرفورد هولت
روبرت روذرفورد هولت (بالإنجليزية: Robert R. Holt)‏ هو عالم نفس أمريكي، (و. 1917 – 2024 م).